# Гунг Лиђао
Лиђао Гунг (к=巩立姣; Луцјуан, Шиђаџуанг, 24. јануар 1989.) је кинеска атлетичарка, олимпијска победница у бацању кугле на Играма 2020. Петострука је олимпијска финалисткиња и трострука освајачица олимпијских медаља. Има рекордних осам медаља на светским првенствима, укључујући две златне медаље.

## Каријера
Гунг је на свом првом Светском првенству у Осаки 2007. била седма. На Олимпијским играма 2008. завршила је као пета, али је касније добила бронзану медаљу након што су двема бацачицама одузете медаље због допинг прекршаја.
Освојила је бронзану медаљу на Светском првенству 2009. у Берлину са личним рекордом од 19,89 метара. Гунг је заврешиула као четврта на Олимпијским играма у Лондону 2012., али је ретроактивно добила бронзану медаљу након што је победница Нађеја Астапчук дисквалификована због позитивног налаза допинг теста. 20. августа 2016, МОК је објавио да је Јевгенија Колодко, првобитна освајачица сребрне медаље, такође пала на антидопинг тесту, те да је Гунг због тога додељена сребрна медаља.
2021. освојила је златну медаљу на одложеним Олимпијским играма 2020. у Токију. Бацила је у финалу лични рекорд од 20,58 м, чиме је постала прва кинеска атлетичарка која је постала олимпијски првак у било којој дисциплини и прва атлетичарка из Азије која је освојила златну олимпијску медаљу у бацању кугле за жене.
На Светском првенству 2023. Гунг је освојила бронзану медаљу. Ово је била осма светска медаља за Лиђао, чиме је оборила рекорд Езекијела Кембоија за највише медаља једног такмичара (било мушког или женског) на Светским првенствима у атлетици.
2024. Гунг је на Олимпијским играма 2024. у финалу завршила као пета са даљином од 19,27 метара. На пет Олимпијских игара Гунг је освојила по једно прво, друго, треће, четврто и пето место.

## Међународна такмичења
| Година             | Такмичење                   | Место                           | Позиција           | Дисциплина         | Резултат           | Белешка            |
| Предсављајући Кину | Предсављајући Кину          | Предсављајући Кину              | Предсављајући Кину | Предсављајући Кину | Предсављајући Кину | Предсављајући Кину |
| ------------------ | --------------------------- | ------------------------------- | ------------------ | ------------------ | ------------------ | ------------------ |
| 2007               | Светско првенство           | Осака, Јапан                    | 6.                 | Бацање кугле       | 18.66 м            |                    |
| 2008               | Првенство Азије у дворани   | Доха, Катар                     | 1.                 | Бацање кугле       | 18.12 м            |                    |
| 2008               | Олимпијске игре             | Пекинг, Кина                    | 3.                 | Бацање кугле       | 19.20 м            |                    |
| 2009               | Светско првенство           | Берлин, Немачка                 | 3.                 | Бацање кугле       | 19.89 м            |                    |
| 2009               | Азијско првенство           | Гуангџоу, Кина                  | 1.                 | Бацање кугле       | 19.04 м            |                    |
| 2010               | Светско првенство у дворани | Доха, Катар                     | 6.                 | Бацање кугле       | 18.64 м            |                    |
| 2010               | Континентални куп           | Сплит, Хрватска                 | 2.                 | Бацање кугле       | 20.13 м            |                    |
| 2010               | Азијске игре                | Гуангџоу, Кина                  | 2.                 | Бацање кугле       | 19.67 м            |                    |
| 2011               | Светско првенство           | Даегу, Јужна Кореја             | 3.                 | Бацање кугле       | 19.97 м            |                    |
| 2012               | Олимпијске игре             | Лондон, Уједињено Краљевство    | 2.                 | Бацање кугле       | 20.22 м            |                    |
| 2013               | Светско првенство           | Москва, Русија                  | 3.                 | Бацање кугле       | 19.95 м            |                    |
| 2014               | Светско првенство дворани   | Сопот, Пољска                   | 3.                 | Бацање кугле       | 19.24 м            |                    |
| 2014               | Континентални куп           | Маракеш, Мароко                 | 1.                 | Бацање кугле       | 19.23 м.           |                    |
| 2014               | Азијске игре                | Инчон, Јужна Кореја             | 1.                 | Бацање кугле       | 19.06 м            |                    |
| 2015               | Светско првенство           | Пекинг, Кина                    | 2.                 | Бацање кугле       | 20.30 м            |                    |
| 2016               | Олимпијске игре             | Рио де Жанеиро, Бразил          | 4.                 | Бацање кугле       | 19.39 м            |                    |
| 2017               | Светско првенство           | Лондон, Уједињено Краљевство    | 1.                 | Бацање кугле       | 19.94 м            |                    |
| 2018               | Светско првенство у дворани | Бирмингем, Уједињено Краљевство | 3.                 | Бацање кугле       | 19.08 м            |                    |
| 2018               | Азијске игре                | Џакарта, Индонезија             | 1.                 | Бацање кугле       | 19.66 м            |                    |
| 2018               | Континентални куп           | Острава, Чешка Република        | 1.                 | Бацање кугле       | 19.63 м            |                    |
| 2019               | Азијско првенство           | Доха, Катар                     | 1.                 | Бацање кугле       | 19.18 м            |                    |
| 2019               | Светско првенство           | Доха, Катар                     | 1.                 | Бацање кугле       | 19.55 м            |                    |
| 2021               | Олимпијске игре             | Токио, Јапан                    | 1.                 | Бацање кугле       | 20.58 м            |                    |
| 2022               | Светско првенство           | Јуџин, САД                      | 2.                 | Бацање кугле       | 20.39 м            |                    |
| 2023               | Светско првенство           | Будимпешта, Мађарска            | 3.                 | Бацање кугле       | 19.69 м            |                    |
| 2023               | Азијске игре                | Хангџоу, Кина                   | 1.                 | Бацање кугле       | 19.58 м            |                    |
| 2024               | Олимпијске игре             | Париз, Француска                | 5.                 | Бацање кугле       | 19.27 м            |                    |